# Siproeta stelenes
A Siproeta stelenes a rovarok (Insecta) osztályának lepkék (Lepidoptera) rendjébe, ezen belül a tarkalepkefélék (Nymphalidae) családjába tartozó faj.

## Előfordulása
A Siproeta stelenes legfőbb előfordulási területe Közép-Amerikában és Dél-Amerika északi részén van. Az elterjedési területén az egyik leggyakoribb lepkefajnak számít. Elterjedésének az északi határait Texas és Florida alkotják. Kubában és Brazília délebbi részein is fellelhető.

## Alfajai
- Siproeta stelenes insularis (Holland, 1916) - a kubai alfaj
- Siproeta stelenes meridionalis

## Megjelenése

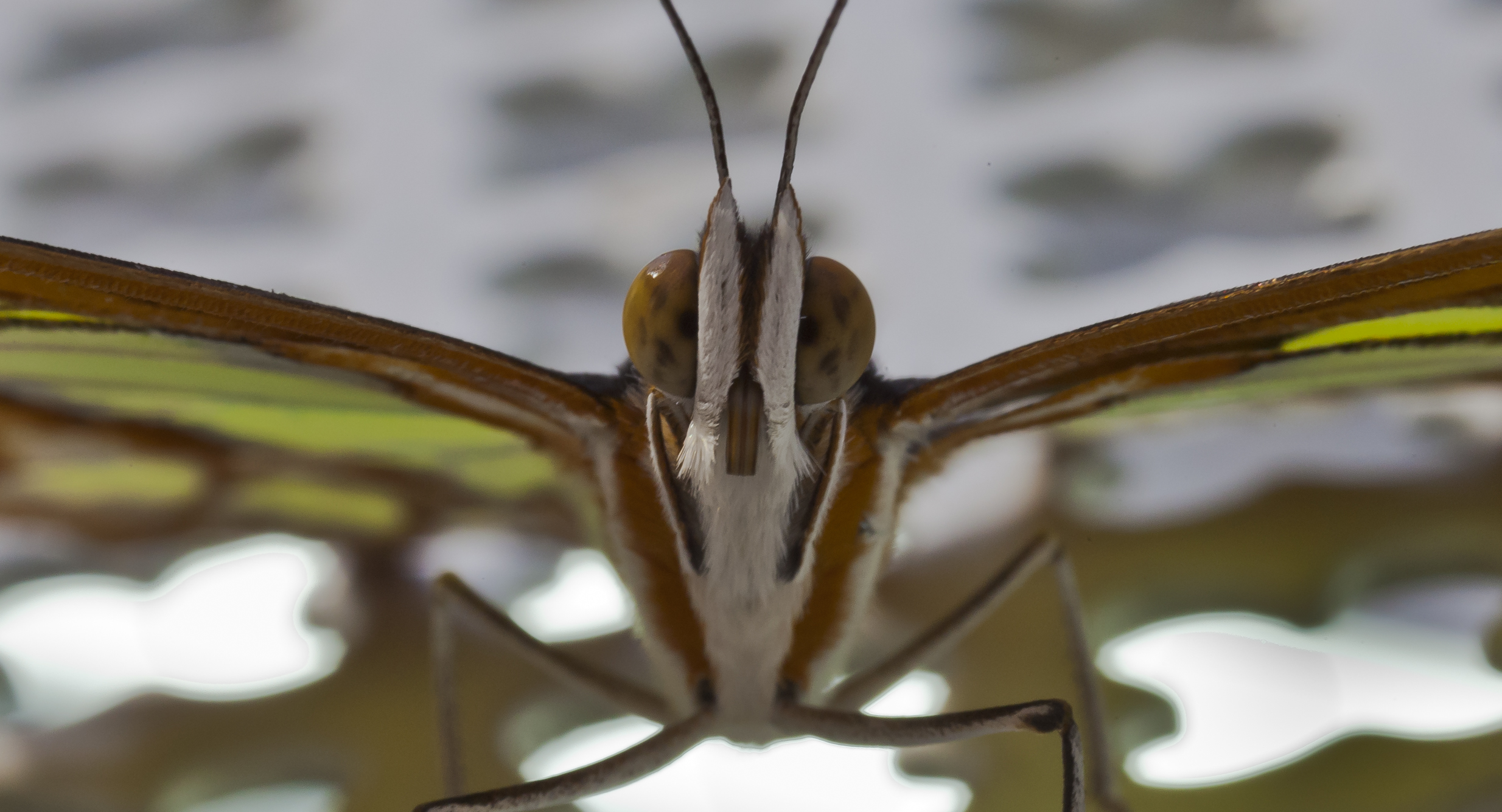
A lepke szemből és közelről

Szárnyfesztávolsága 8,5–10 centiméter között van. Szárnyain a fekete alapszínen, felül rikító zöld vagy sárgászöld, míg alul világosbarna és olajzöld mintázatok láthatók. Ez a lepke könnyen összetéveszthető a Philaethria didóval, de ha jobban megfigyeljük a szárnyaik alakja különbözik.

## Életmódja
Az imágó a virágok nektárjával, romlott gyümölcsökkel, elpusztult állatok tetemeivel és a denevérek ürülékével táplálkozik.

## Szaporodása
A nőstény a medvekörömfélék (Acanthaceae), főleg a Ruellia-fajok újonnan kinőtt leveleire rakja le petéit. A fiatal hernyón szarvacskák vannak, az idősebben már tüskék. Testszíne fekete vörös mintázatokkal.

## Fordítás
- Ez a szócikk részben vagy egészben  a   Siproeta stelenes című angol Wikipédia-szócikk ezen változatának fordításán alapul.  Az eredeti cikk szerkesztőit annak laptörténete sorolja fel. Ez a jelzés csupán a megfogalmazás eredetét és a szerzői jogokat jelzi, nem szolgál a cikkben szereplő információk forrásmegjelöléseként.